# ويليام إيمرسون بروك
ويليام إيمرسون بروك (بالإنجليزية: William Emerson Brock)‏ هو سياسي أمريكي، ولد في 14 مارس 1872 في موكسفيل في الولايات المتحدة، وتوفي في 5 أغسطس 1950 في تشاتانوغا في الولايات المتحدة. حزبياً، نشط في الحزب الديمقراطي. وقد انتخب عضو مجلس الشيوخ الأمريكي.